# اوسه گرودا اسکارد
اُوسه گرودا اسکارد (به انگلیسی: Åse Gruda Skard؛ زاده ۲ دسامبر ۱۹۰۵ - در گذشته ۱۳ اوت ۱۹۸۵ در سن ۷۹ سالگی)، یک روانشناس اهل نروژ بود.
پیش از ازدواج نام خانوادگی اُوسه گرودا (کوت) بود که بعد از ازدواج با زیگموند اسکارد، (استاد ادبیات آمریکایی) به اسکارد تغییر یافت.
اُوسه گرودا اسکارد، در زمان حیات خود بر اساس مطالعات و انتشار مطالب روانشناسی کاربردی و امور مربوط به بهداشت روان و تربیت کودکان به شهرت جهانی دست یافت.

## پیشینه
اُوسه گرودا اسکارد، در دوره بین سالهای ۱۹۴۷ تا ۱۹۷۳ میلادی در دانشگاه اسلو روانشناسی تدریس می‌کرد. کتابهای وی در مورد کودکان و دوران رشد کودک، به چندین زبان ترجمه شده‌است. 

اُوسه گرودا، سالها سردبیر یک مجله آموزشی نروژی بود. او دارای دکترای افتخاری از دانشگاه برگن؛ و همزمان در چند مؤسسه ملی و بین‌المللی صاحب مقام بود.

## شرح زندگی
اُوسه گرودا اسکارد، در تاریخ ۲ دسامبر ۱۹۰۵ در اسلو به دنیا آمد. پدر وی استاد دانشگاه در رشته تاریخ و سیاستمدار حزب کارگر نروژ و بین سالهای ۱۹۳۵ تا ۱۹۴۰ وزیر امورخارجه کشور نروژ بود. مادر اُوسه گرودا یک معلم و از فعالین جنبش تساوی حقوق برای زنان بود. در تاریخ ۵ ژانویه ۱۹۳۳ اُوسه گرودا اسکارد، با استاد دانشگاه در رشته ادبیات آمریکایی (سیگموند اسکارد) ازدواج کرد و طبق رسوم آن زمان نام خانوادگی او از «کوت» به «اسکارد» تغییر پیدا کرد.
اُوسه گرودا اسکارد، دوران کودکی را در یک محیط فرهنگی در شهرکی نزدیک پایتخت نروژ به نام بروم گذراند و همان‌جا دوران دبیرستان را در سال ۱۹۲۳ میلادی با موفقیت به پایان رساند. بعد از اتمام تحصیلات متوسطه او چند ماهی را ضمن مطالعه علوم پایه در ایتالیا گذراند. در سال ۱۹۲۷ میلادی اُوسه گرودا به مطالعه و تحصیل در رشته تاریخ هنر و روانشناسی آغاز کرد. اما تمرکز اصلی او روی رشته روانشناسی بود که در آن زمان علمی ناشناخته و جدید در نروژ محسوب می‌شد. در سال ۱۹۳۱ اُوسه گرودا موفق به اخذ مدرک کارشناسی ارشد در رشته روانشناسی شد. او اولین دانشجویی بود که در نروژ دوره آموزش کارشناسی ارشد در رشته روانشناسی را به اتمام رساند. قبل از وی تنها ۳ زن دیگر در نروژ دارای مدرک کارشناسی ارشد از دانشگاه اسلو بودند و هیچ‌کسی در رشته روانشناسی دارای مدرک کارشناسی ارشد نبود.
پایان نامه تحصیلی وی مربوط به تفاوتهای بیانی بود که در بین دختران و پسران وجود داشت. این پایان نامه به زبان فرانسه منتشر شد و مطالب آن مربوط به مطالعاتی بود که اُوسه گرودا در طول اقامت خود در پاریس در حین سالهای ۱۹۲۸ و ۱۹۲۹ میلادی انجام داده بود.

اُوسه گرودا اسکارد، در سال ۱۹۳۳ پس از یک سال تحصیل تکمیلی در ایالات متحده آمریکا و آشنایی نزدیک و برقراری ارتباط با روانشناسان صاحب نظر آن زمان به عضویت هیئت علوم روانشناسی در دانشگاه اسلو پذیرفته شد و به عنوان دستیار در امور پژوهشی مشغول به کار در دانشگاه اسلو شد. بعد از مدتی اُوسه گرودا در اداره بهداشت روانی در اسلو استخدام شد و این شغل زمینه آشنایی وی با اقشار فقیر و به خصوص کودکان محروم را فراهم کرد. این آشنایی تحولی آشکار در اقدامات بعدی او ایجاد کرد و باعث شد که وی برای آشنایی و ایجاد ارتباط با محیط مدارس و آموزگاران تلاش کند. بین سالهای ۱۹۳۳ تا ۱۹۳۸ اُوسه گرودا در وقت آزاد خود اولین مقدمات تشکیل مؤسسات مشاوره تربیتی برای کودکان در نروژ را پایه‌ریزی کرد.
اُوسه گرودا اسکارد، در سال ۱۹۳۸ میلادی برای تدریس در کالج تربیت معلم در نروژ درخواست کار کرد. اما درخواست وی در محافل خاصی با مخالفت شدید روبرو شد. عقیده‌ها و نظرات وی که ریشه در علم نوین روانشناسی داشت بحث‌برانگیز بود و با استقبال کمتری روبرو گشت. در سال ۱۹۳۸در یک سخنرانی رادیویی، به خصوص اشاره وی به اینکه رفتار کودکان نیز می‌تواند دارای گرایشهای جنسی باشد باعث برانگیختن حس نفرت در افراد و گروهای خاصی شد. وی قبلاً نیز در سال ۱۹۳۵ با ترجمه کتابی از یک نویسنده آمریکایی در زمینه روشنگری جنسی برای کودکان بحث برانگیخته بود. نهایتاً درخواست وی برای تدریس در کالج تربیت معلم رد شد. اما موفق شد تا با دریافت بورس تحصیلی همراه با خانواده خود برای تحصیل در مقطع دکترا به تروندهایم سفر کند و تا آغاز جنگ در آنجا زندگی کند. در سال ۱۹۴۰ اُوسه گرودا به همراه خانواده ابتدا به سوئد و سپس ایالات متحده آمریکا نقل مکان کرد. در سالهای اشغال نروژ وی یک ناینده و سخنگوی برجسته برای مردم نروژ بود و بعد از جنگ در سال ۱۹۴۵ به نمایندگی نروژ در مقدمات تشکیل یونسکو شرکت داشت.
اُوسه گرودا اسکارد، از سال ۱۹۴۷ تا ۱۹۷۳ میلادی استاد مدرس و رئیس بخش روانشناسی در دانشگاه اسلو بود. همچنین وی در سه سال اول پس از پایان جنگ جهانی دوم ریاست انجمن روانشناسان نروژ را بر عهده داشت. بین سالهای ۱۹۵۲ تا ۱۹۵۵ اُوسه گرودا رئیس انجمن بهداشت روانی اسلو بود. بین سالهای ۱۹۶۲ تا ۱۹۶۸ اُوسه گرودا اسکارد، رئیس انجمن بین‌المللی آموزش کودکان از بدو تولد(OMEP) بود و در این سمت به شهرت جهانی رسید.
در دهه ۱۹۳۰ اُوسه گرودا با ایجاد هسته‌های مطالعاتی برای زنان شاغل، به آموزش و ترویج دانش روانشناسی و علم تربیت و تعلیم کودکان در بین عامه مردم پرداخت. وی سالها در رادیو و تلویزیون، سخنگوی اصلی آرمان کودکان در کشور نروژ بود و در جنبش کارگری نروژ محبوبیت زیادی به دست آورد. یکی از مهمترین برنامه‌های تحقیقاتی وی، مطالعاتی بود که روی ۱۹ نفر از فرزندان کارگران از بدو تولد تا پایان ۱۶ سالگی به انجام رساند. این مطالعات سازمان یافته اطلاعات ارزشمندی را در مورد دشواریهای زندگی کودکان عادی به دست می‌دهد. اما آنچه بیشتر از هر عامل دیگری در محبوبیت اُوسه گرودا اسکارد، در میان مردم عادی نروژ نقش داشته‌است، ترجمه و انتشار مطالب روانشناسی به زبان ساده و همه فهم در کتابها و مجلات پر شمار بوده‌است. به همین مناسبت در سال ۱۹۷۶ جایزه شورای پژوهش مردمی سازی علم روانشناسی به وی تعلق گرفت. در سال ۱۹۸۰ دانشگاه برگن با تقدیم دکترای افتخاری از زحمات وی قدردانی کرد و در همان سال نشان سنت اولاف به وی اهدا شد.